# Pseudolinosyris
Pseudolinosyris là một chi thực vật có hoa trong họ Cúc (Asteraceae).

## Loài
Chi Pseudolinosyris gồm các loài: